# Molinella

Molinella (Mulinèla ou La Mulinèla en dialecte bolonais) est une commune italienne de la ville métropolitaine de Bologne, dans la région Émilie-Romagne.

## Géographie

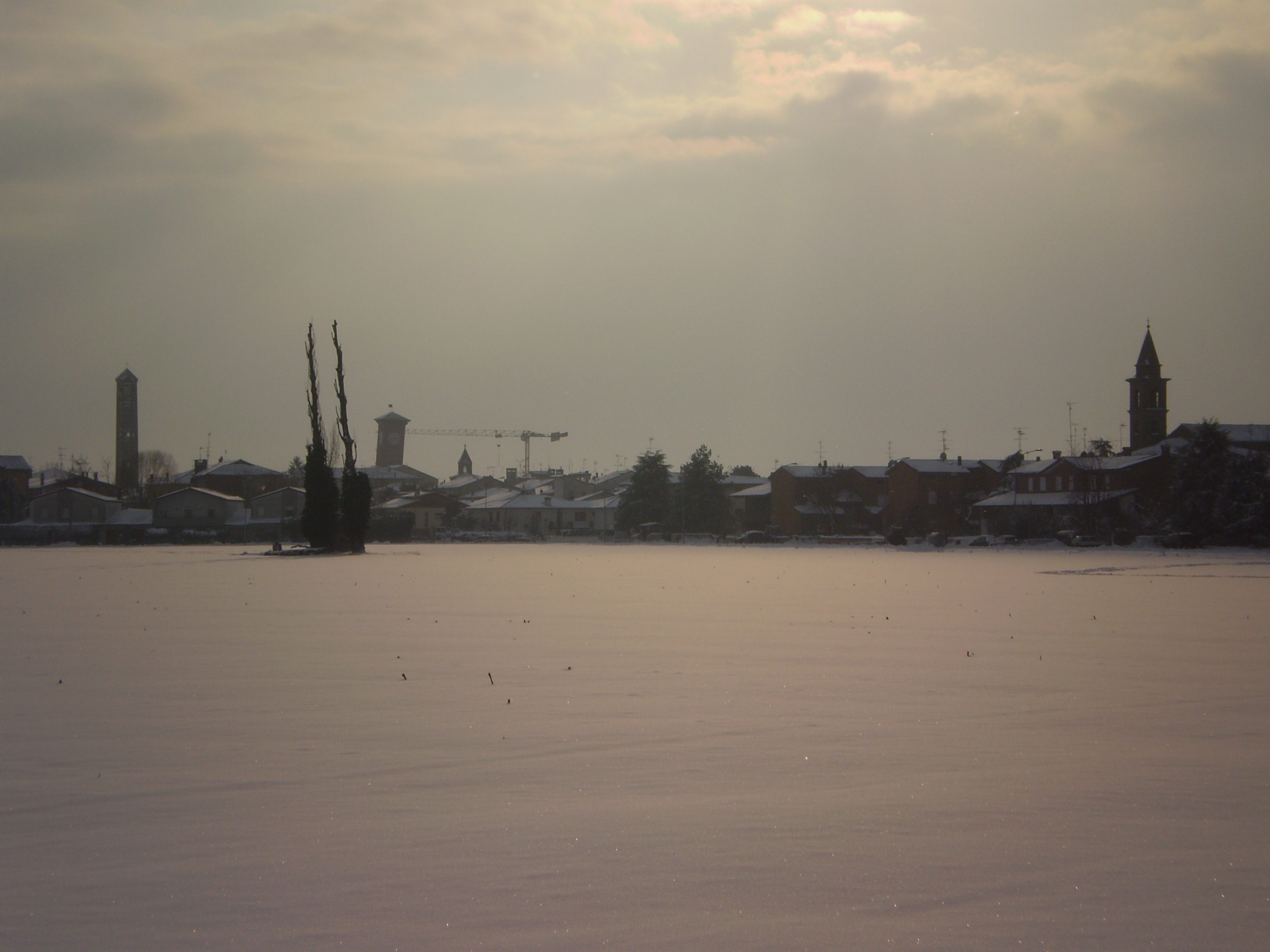
Panorama du centre de Molinella.

Le territoire de la commune s’étend entre le nord de la ville métropolitaine de Bologne et au sud de la province de Ferrare, sur la rive droite du fleuve Reno à une altitude moyenne de 8 mètres (de 4 à 22 mètres), au milieu des anciennes zones marécageuses de la valle Padusa.
La commune fait confins avec les autres communes de Argenta (Italie) (FE), Medicina, Budrio et Baricella.
La route nationale SS495 venant de Codigoro (FE) et de Portomaggiore (FE) enjambe le fleuve Reno, traverse la cité de Molinella et descend au sud sur Budrio (14 km) et Bologne (29 km). La voie ferrée Bologne-Portomaggiore dessert la cité ainsi que le hameau de Guarda.
Distance avec les grandes villes voisines :
- Bologne 29 km ;
- Argenta 13 km ;
- Ferrare 23 km ;
- Padoue 89 km ;
- Florence 101 km ;
- Milan 216 km.

## Histoire

### Antiquité et Moyen Âge
Le nom de la cité découle de l’antique présence de moulins à eau, aujourd’hui disparus.
Avant le IVe siècle, la zone de Molinella faisait partie de l’immense valle Padusa et en était presque complètement inhabitée. À partir du IVe – Ve siècle, à cause des dépôts sédimentaires des fleuves et torrents, s’est formé un grand îlot émergeant des eaux, dénommé Ludurium (lieu marécageux) et représentant pour l’homme la sécurité et uns des premières installations stables.
Le toponyme Molinella, ou plus exactement Torre di Santo Stefano della Mulinella (tour de Saint Stéphane de la Molinella), apparaît pour la première fois dans un document de 1322. La tour de saint Stéphane fut érigée au Moyen Âge sur le Ludurium pour protéger la frontière bolonaise du Nord-est.
Le village construit près de la tour était très voisin d’une grande anse du Pô de Primaro (où fut dévié le Reno au XVIIIe siècle après les travaux du cavo Benedettino).
Le village près de la tour saint Stéphane était un village rue (maison alignées de part et d’autre de la rue), prit de l’importance à cause de son port commercial, point de passage douanier obligé et d’autant plus important qui fait confins entre deux provinces politiquement opposées. Le passage du fleuve ne pouvant se faire que par le bac ou Traghetto (nom italien, que prit ensuite la localité sur la rive opposée du fleuve) et où transitaient les marchandises sujettes à droit de passage

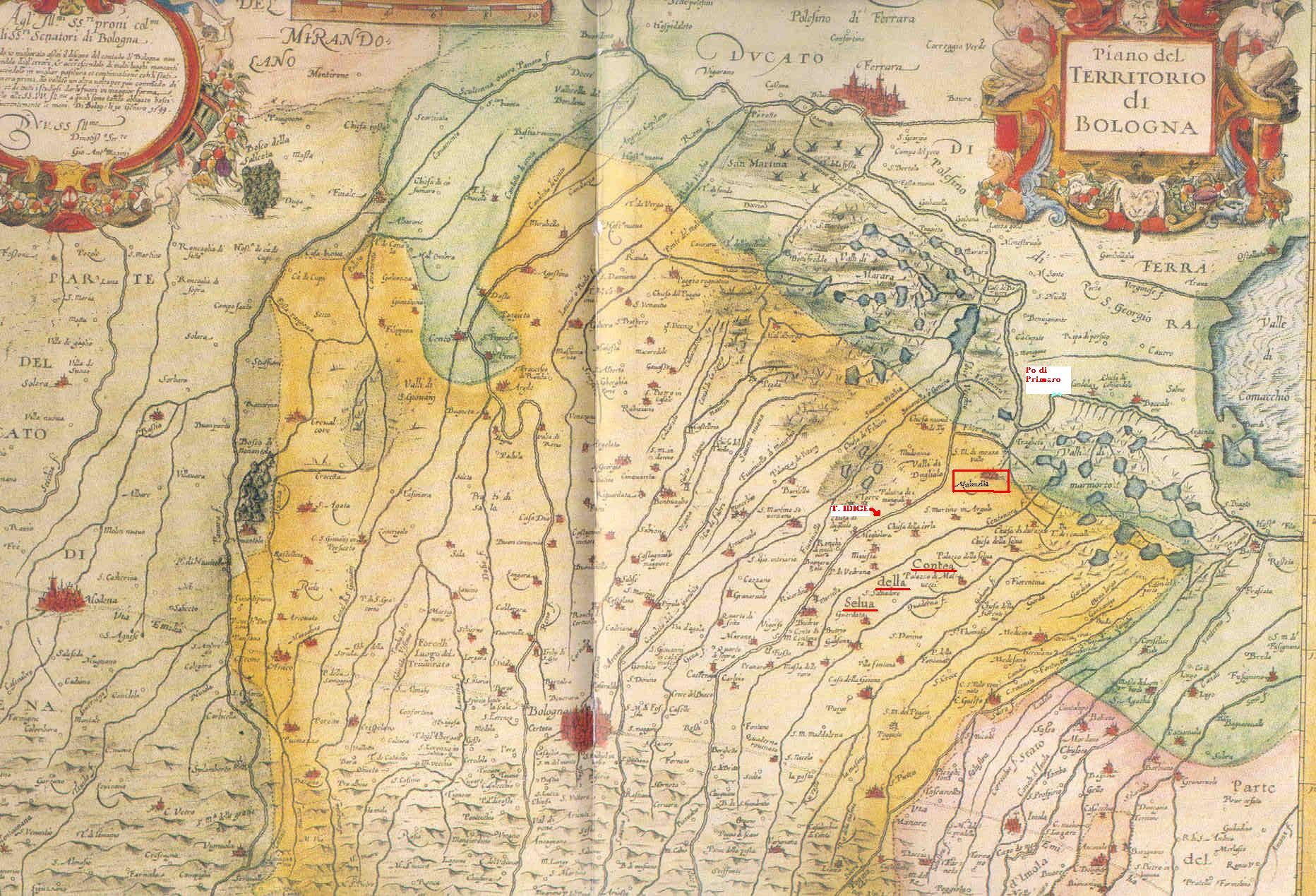
Plan de la zone en 1599

### Risorgimento et temps moderne
Le 25 juillet 1467, le territoire a été le théâtre de la bataille de la Riccardina (ou de Molinella). Cette bataille qui n'eut ni vainqueur ni vaincu fut importante parce que Bartolomeo Colleoni y employa de l'artillerie, suscitant un grand scandale car l'usage des armes à feu était considéré comme contraire à la morale et à la déontologie militaire et cela lui valut une réputation de barbare et de méchant homme.

### XXesiècle
Molinella a été célèbre dans l’histoire du mouvement ouvrier comme lieu symbolique de la lutte des  mondine et comme un des premiers lieux où furent créées les associations syndicales.

## Monuments et lieux d’intérêt

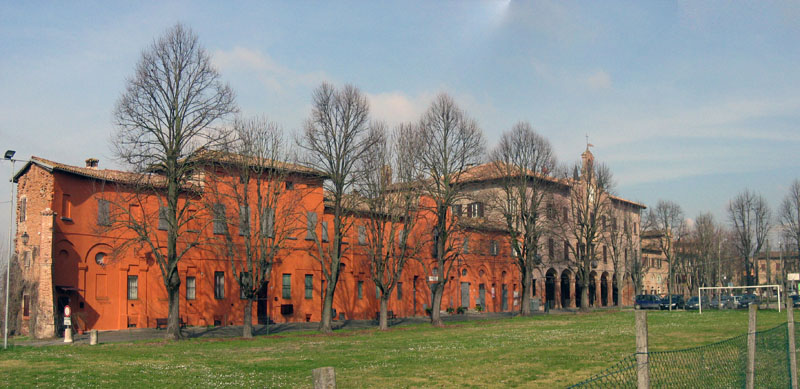
Palais du gouverneur (XVIIe siècle) au hameau de Selva Malvezzi.

- la Torre di Santo Stefano, tour médiévale du début du XIVe siècle.
- le Palazzo Volta, Villa du XIVe siècle.
- le Palazzo Zucchini, Villa du XVe siècle.
- le Palazzo delle Bisce, tour de garde puis moulin du XVIe siècle.
- l’église de San Matteo avec le campanile  du XIVe siècle.
- le Bourg féodal de Selva Malvezzi avec le Palazzo du gouverneur, le palazzo féodal et le château  Palazzaccio.
- le Campanile de Durazzo du XVIIe siècle.
- la Vieille église de Santa Croce de Marmorta du XVe siècle.
- la Casa del Fascio, aujourd'hui la mairie.
- le Palazzo des ligues et coopératives de Malborghetto (inauguré en juin 1911 par Anna Kuliscioff, Filippo Turati et Giuseppe Massarenti.

## Économie
Les principales activité industrielles et artisanales de la zone sont basées sur l’électromécanique et électronique, la production de machines agricoles, la production et manipulation des produits agricoles.
La nature même de cette ancienne zone marécageuse de la valle Padusa en fit un lieu idéale pour la culture du riz, remplacée ensuite par d’autres céréales (blé, maïs) et les fruits.

## Nature

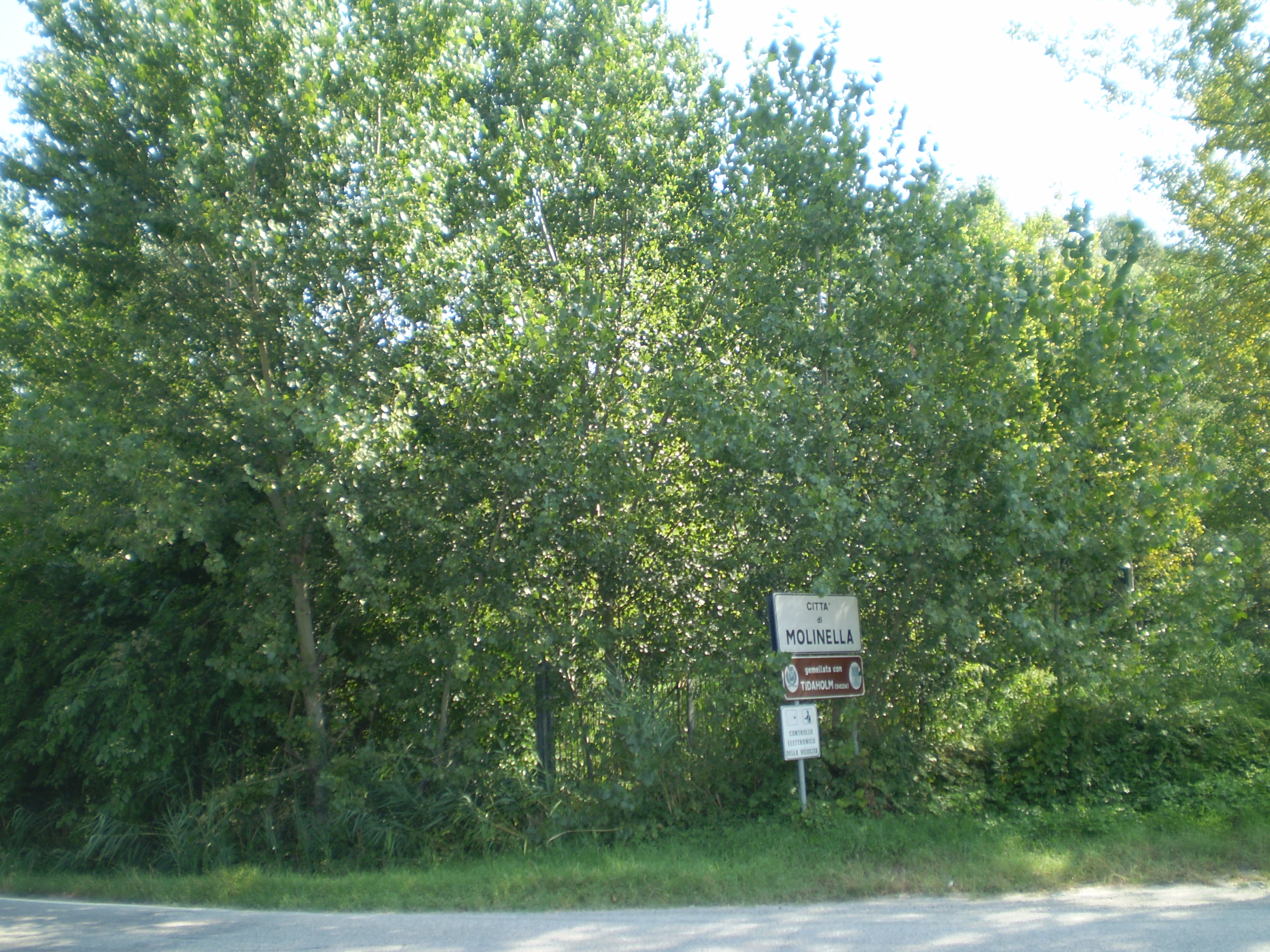
La forêt qui entoure la réserve Venatoria Vallazza.
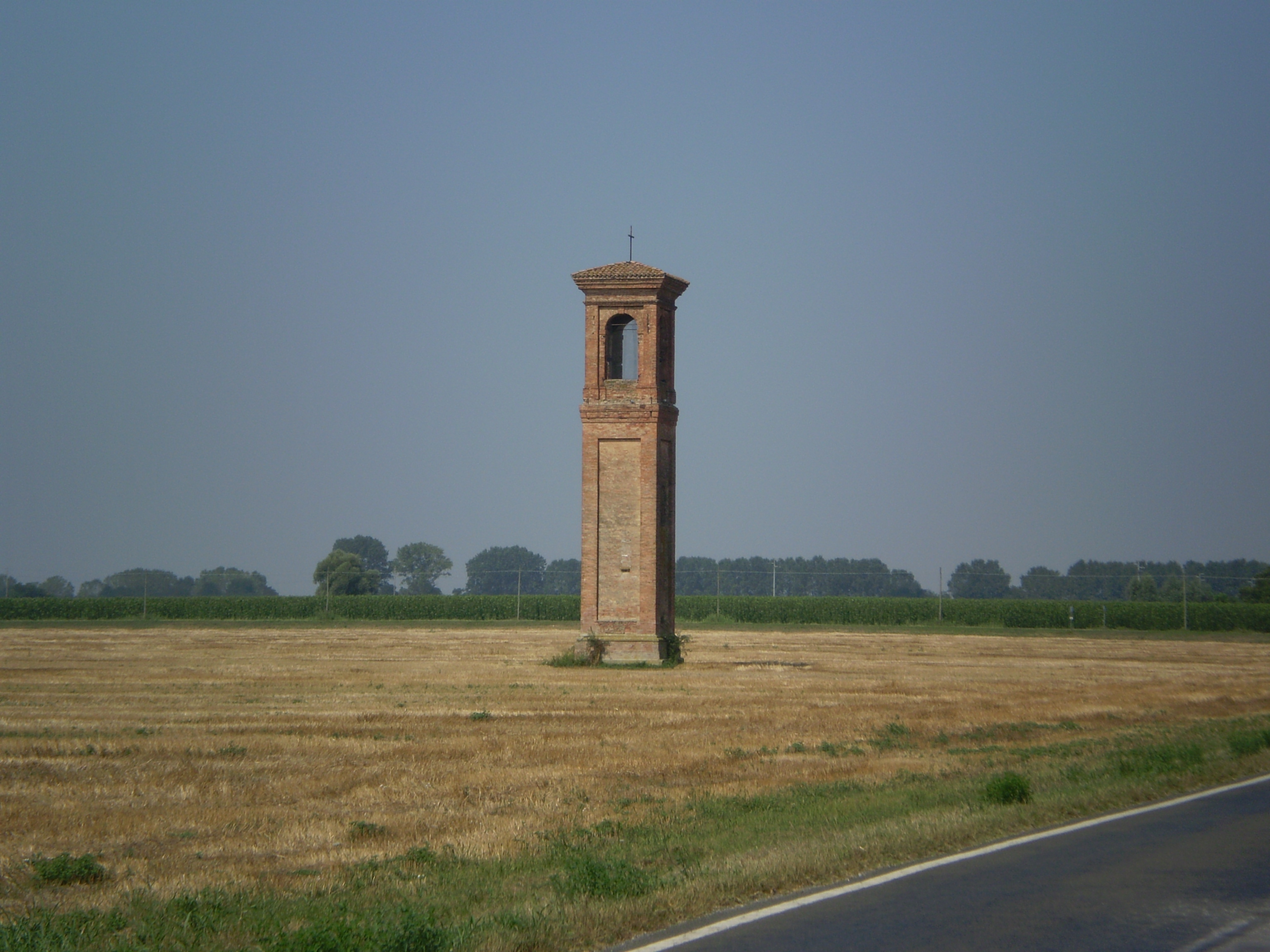
Le campanile de Durazzo, dernier vestige du bourg médiéval détruit au XVIIIe siècle par les crues successives.
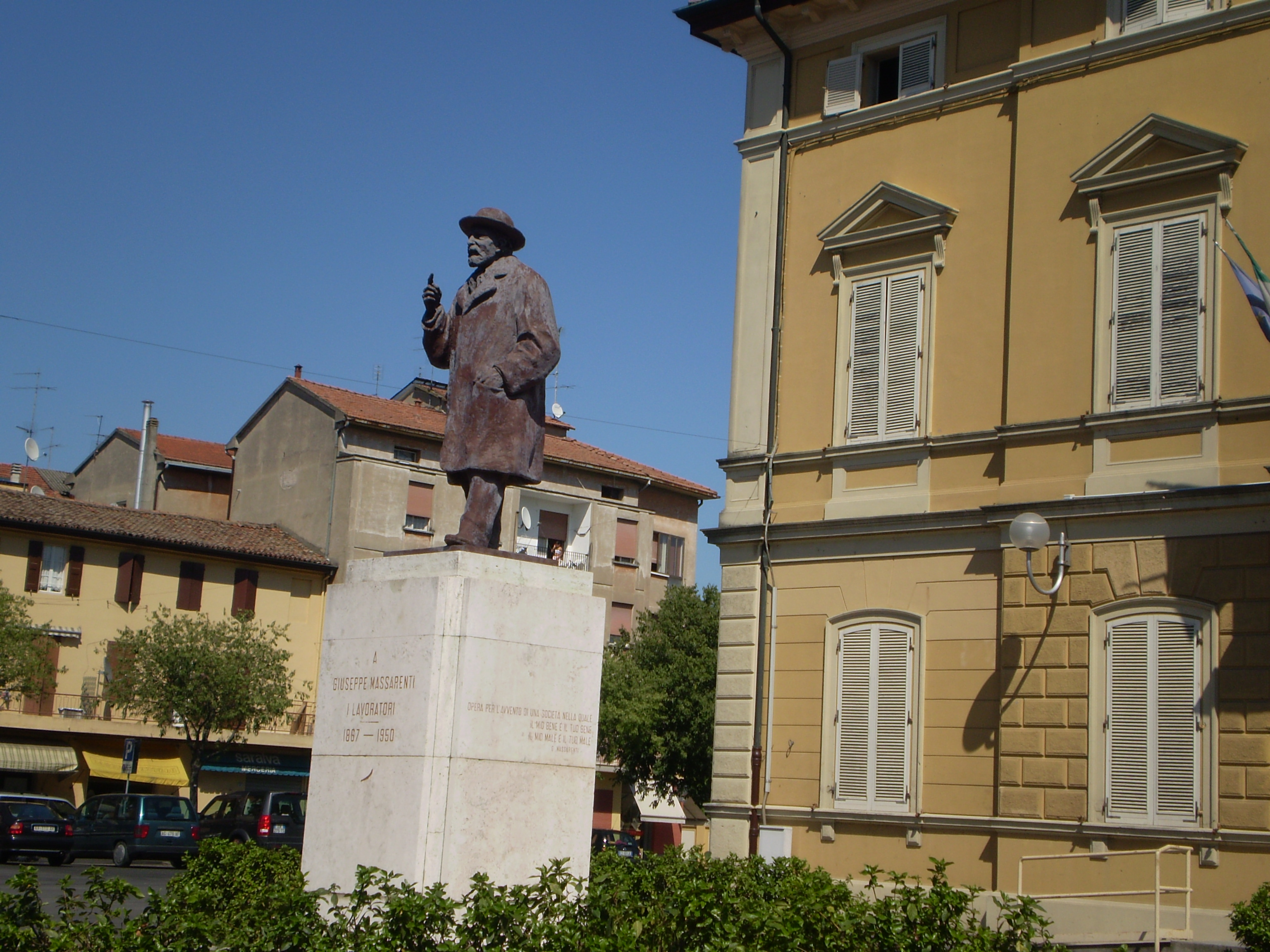
Statue de Massarenti à Molinella.
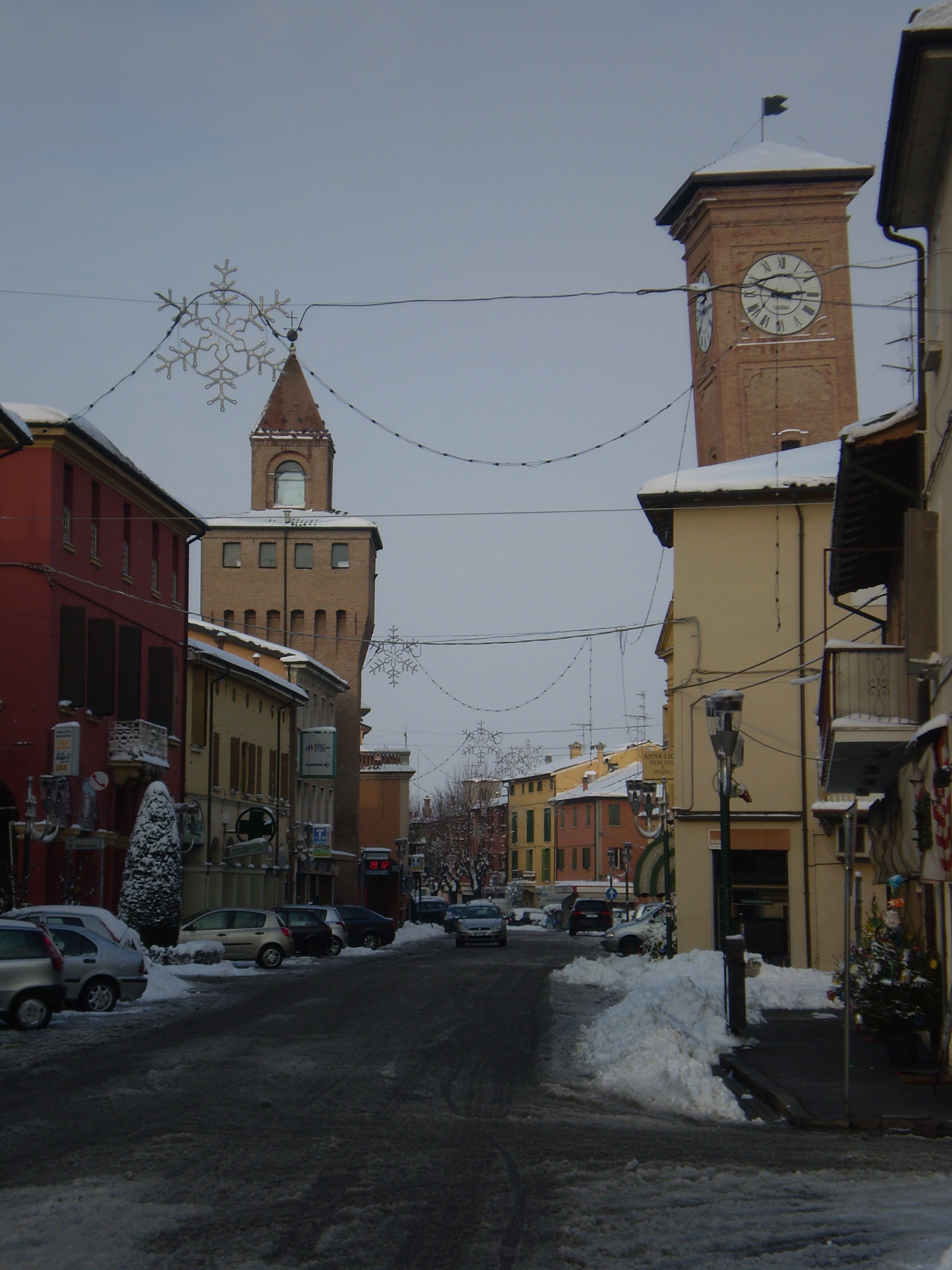
À gauche la tour de Saint Stéphane et à droite le campanile.

Aujourd’hui, le territoire est complètement bonifié à part quelques espaces volontairement voués à la réserve naturelle.

## Personnalités liées à Molinella
- Gabriele Tinti. Acteur.
- Gianfranco Mingozzi. Régistre et metteur en scène.
- Augusto Magli, footballeur.
- Domenico Ferri Architecte et scénographe.
- Giovanni Scarabelli Sculpteur et peintre.
- Marcantonio Raimondi graveur.

## Administration
| Période                                  | Période  | Identité    | Étiquette     | Qualité |
| ---------------------------------------- | -------- | ----------- | ------------- | ------- |
| 08/06/2009                               | En cours | Bruno Selva | Liste civique |         |
| Les données manquantes sont à compléter. |          |             |               |         |

### Hameaux
Guarda, Marmorta, S.Martino in Argine, S.Pietro Capofiume, Selva Malvezzi

### Communes limitrophes
Argenta (13 km), Baricella (11 km), Budrio (14 km), Medicina 16 km), Ferrare (23 km).

## Population

### Évolution de la population en janvier de chaque année
| 1861   | 1901   | 1921   | 1951   | 1961   | 1971   | 1981   | 1991   | 2001   |
| ------ | ------ | ------ | ------ | ------ | ------ | ------ | ------ | ------ |
| 10 002 | 12 081 | 11 816 | 13 507 | 13 072 | 12 366 | 12 193 | 12 066 | 13 727 |

| 2012   | - | - | - | - | - | - | - | - |
| ------ | - | - | - | - | - | - | - | - |
| 16 015 | - | - | - | - | - | - | - | - |

### Ethnies et minorités étrangères
Selon les données de l’Institut national de statistique (ISTAT) au 1er janvier 2011 la population étrangère résidente et déclarée était de 1466 personnes, soit 9,3 % de la population résidente.
Les nationalités majoritairement représentatives étaient :
| Pos. | Pays     | Population |
| ---- | -------- | ---------- |
| 1    | Maroc    | 331        |
| 2    | Pakistan | 270        |
| 3    | Roumanie | 211        |
| 3    | Albanie  | 107        |
| 5    | Ukraine  | 77         |
| 6    | Tunisie  | 76         |

## Note
1. ↑  (it) Popolazione residente e bilancio demografico sur le site de l'ISTAT.

## Sources
- (it) Cet article est partiellement ou en totalité issu de l’article de Wikipédia en italien intitulé « Molinella » (voir la liste des auteurs) le 30/11/2012.